# Phyllophaga arizona
Phyllophaga arizona är en skalbaggsart som beskrevs av Saylor 1940. Phyllophaga arizona ingår i släktet Phyllophaga och familjen Melolonthidae. Inga underarter finns listade i Catalogue of Life.